# 卢氏县脱贫工作
卢氏县脱贫工作是指中华人民共和国河南省三门峡市卢氏县从1986年被列入国家级贫困县后，历任县委书记开展的扶贫工作。2020年前，卢氏县是秦巴山区连片特困地区扶贫开发重点县，也是国家级贫困县。官方通过易地扶贫搬迁，发展旅游业，提升文化软实力等方式带动卢氏县脱贫。2020年，卢氏县退出国家级贫困县行列，完成脱贫。

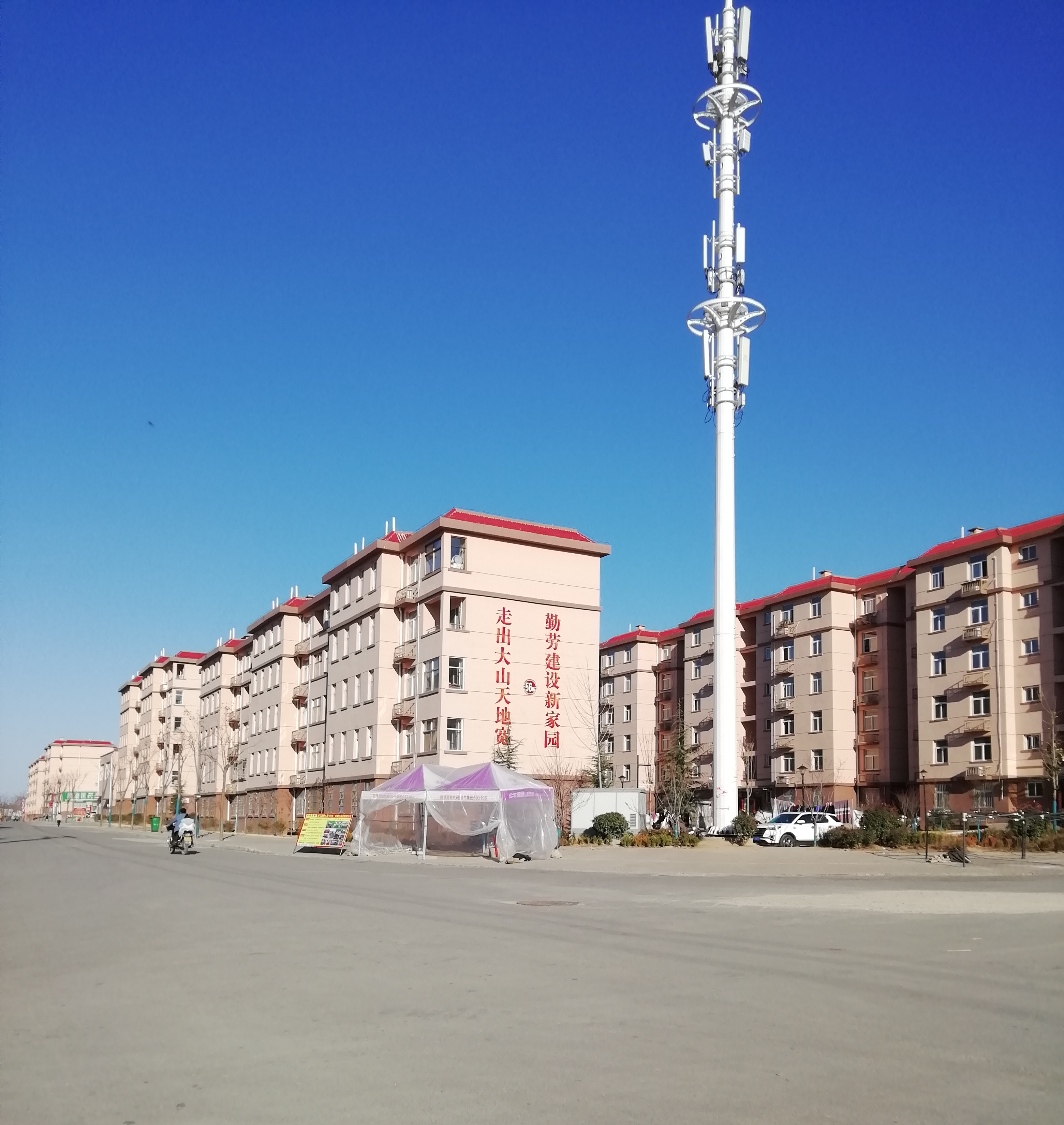
河南省最大的易地扶貧搬遷小區卢氏县兴贤里社区

## 范中胜时期
当地民谣“一沟十八岔，岔岔有人家，多则三五户，少则一两家”，貧困人口居住分散，给脱贫工作帶來很大困难。由于缺少相关的政策支持，改革開放初期的卢氏县脱贫工作大多只能是单打独干，各部门也没有做好相应的统一协调，之前的多个县委书记受不了在穷山沟里的苦，因此一有机会就申请调走，鲜有作为。縣委書記范中胜上任後大力发展中药产业，卢氏药城在范中胜时期建立起来，为卢氏县的中药材销售找到了出路，但还远远没有达到脱贫的地步。

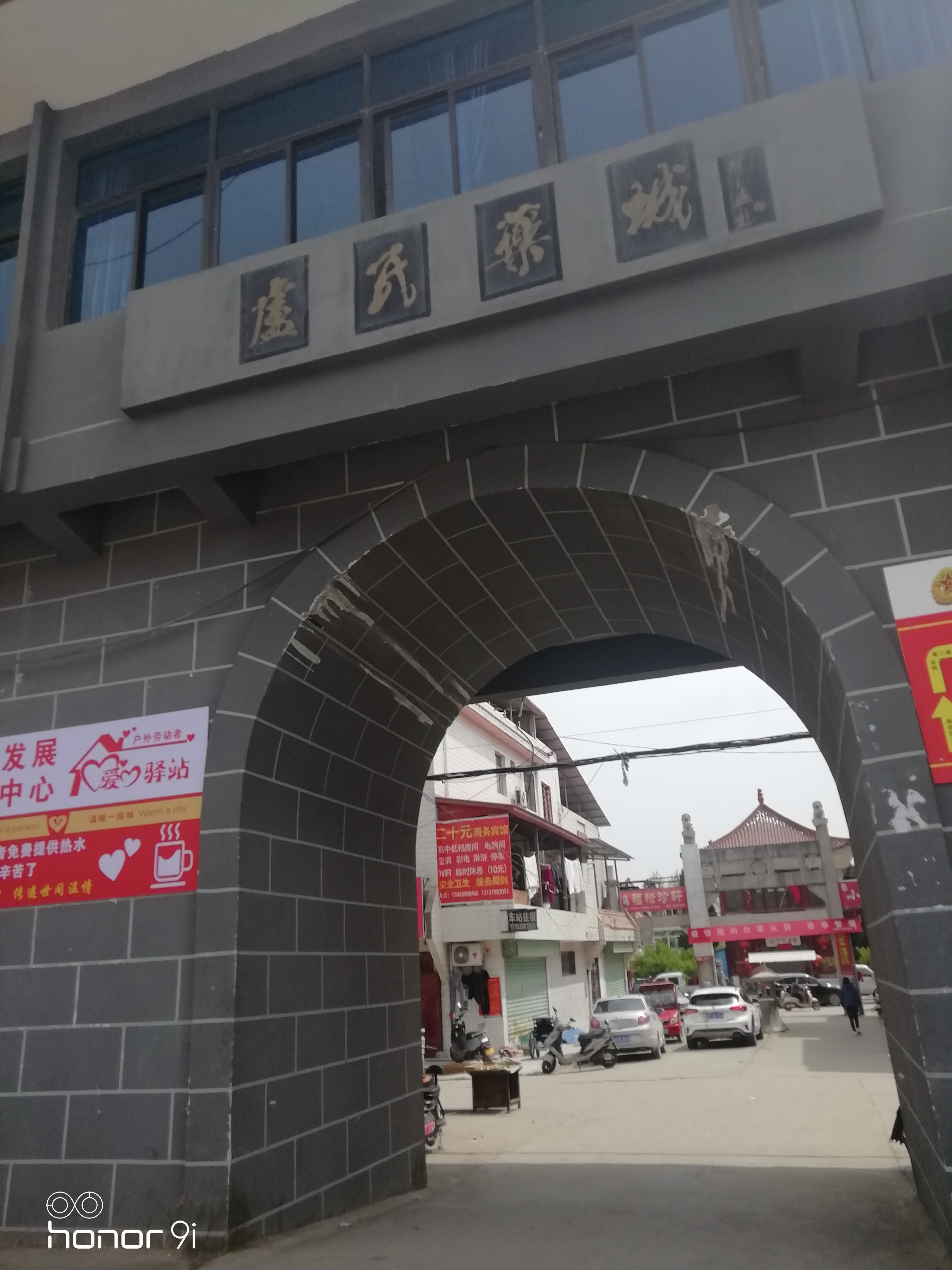
范中胜执政时期修建的卢氏县药城，图为药城北门

## 杜保乾时期
杜保乾在担任卢氏县县委书记期间，大规模进行修路活动。中国国务院每年给卢氏县发放数千万元的脱贫资金，但是这些钱的大多数都被杜保乾以脱贫的名义用来搞形象工程：例如1996年杜保乾上任伊始，就下令将209国道、郑卢省道及县乡公路两侧的居民房宅及公房全部刷成红色，连卢氏药城城墙也不例外。2001年6月4日，杜保乾因滥用国家扶贫款，收受贿赂卖官被拘捕，后被判处14年有期徒刑。

## 王振伟时期
在王振伟的努力下，卢氏县因为卢氏县卖官案而恶化的干群关系得到缓解，为卢氏县以后的招商引资创造了相对良好的社会环境。2007年卢氏县特大洪灾使卢氏县遭受了严重的人员伤亡和财产损失，王振伟在洪灾过后积极进行善后，在2007年10月底，灾民全部迁入了新居，并且实现了“六通”：通电、通水、通路、通电话、通有线电视和通沼气。王振伟时期，旅游业成为卢氏县近20年来脱贫和发展的重要支柱。仅2014年，卢氏县就接待游客854万余人次，实现旅游业总收入61.7亿余元。。

## 王振清时期
王振清坚持王振伟时期的一些招商引资政策，例如修建卢园广场的数亿资金就是以王振清为首的卢氏县委争取来的。王振清任内，卢氏县综合经济实力前进位次全省第二。2010年5月18日，台湾顶新集团捐资155万元为卢氏县瓦窑沟乡里坪村修建了顶新大桥，村里原先的桥梁在2007年卢氏县特大洪灾中被冲毁。

## 王战方时期
王战方执政时期并无亮点，走的是王振伟和王振清确定发展的路线，招商引资取得了一些成果，异地扶贫搬迁也稳步推进。2013年，王战方在接受中国央视《面对面》节目采访时称土坯房内办公，反而有利于招商。王战方进行易地扶贫搬迁工作坚持‘三靠近’、‘四避开’的原则（靠近县城市场、靠近乡镇政府驻地、靠近公路沿线或景区；避开泥石流、避开滑坡体、避开雷区、避开高压线），按照‘因地制宜、山区特色、田林风光、生态宜居’、‘宜大则大、宜小则小’的理念，引导和扶持居住条件特别恶劣的深山区群众向县城、小集镇、旅游景区和公路沿线转移集中。”卢氏县从2016年开始进行大规模扶贫搬迁，纳入扶贫搬迁的群众多达3.3万人。直接负责此项工程的机构为卢氏县扶贫开发办公室。2017年，王战方因涉嫌受賄案而落馬。

## 王清华时期
王清华时期的脱贫工作是卢氏县多部门共同参与。王清华于2018年向新华社介绍：搬迁是手段，脱贫才是目的，已经为扶贫搬迁人员提供了技术学习平台和工作岗位。随着互联网的发展，王清华也比前几任县委书记有了更多在镜头面前露脸的机会。王清华不仅经常抽出时间来会见助力卢氏脱贫的商人，还会利用空闲时间下乡探望困难群众。2015年，卢氏县的贫困发生率高达18.9%，居全省之首；有深度贫困村118个，占全省的近十分之一。2019年底，全县累计脱贫退出91671人，贫困发生率降至0.98%，经第三方评估，全县漏评率、错退率为零，群众认可度98%。2019年底，王清华声称卢氏县已经消除了绝对贫困问题。2019年4月，王清华因在卢氏县的卓越脱贫政绩，擢升为三门峡市政协副主席兼卢氏县县委书记，成为了市级领导干部。

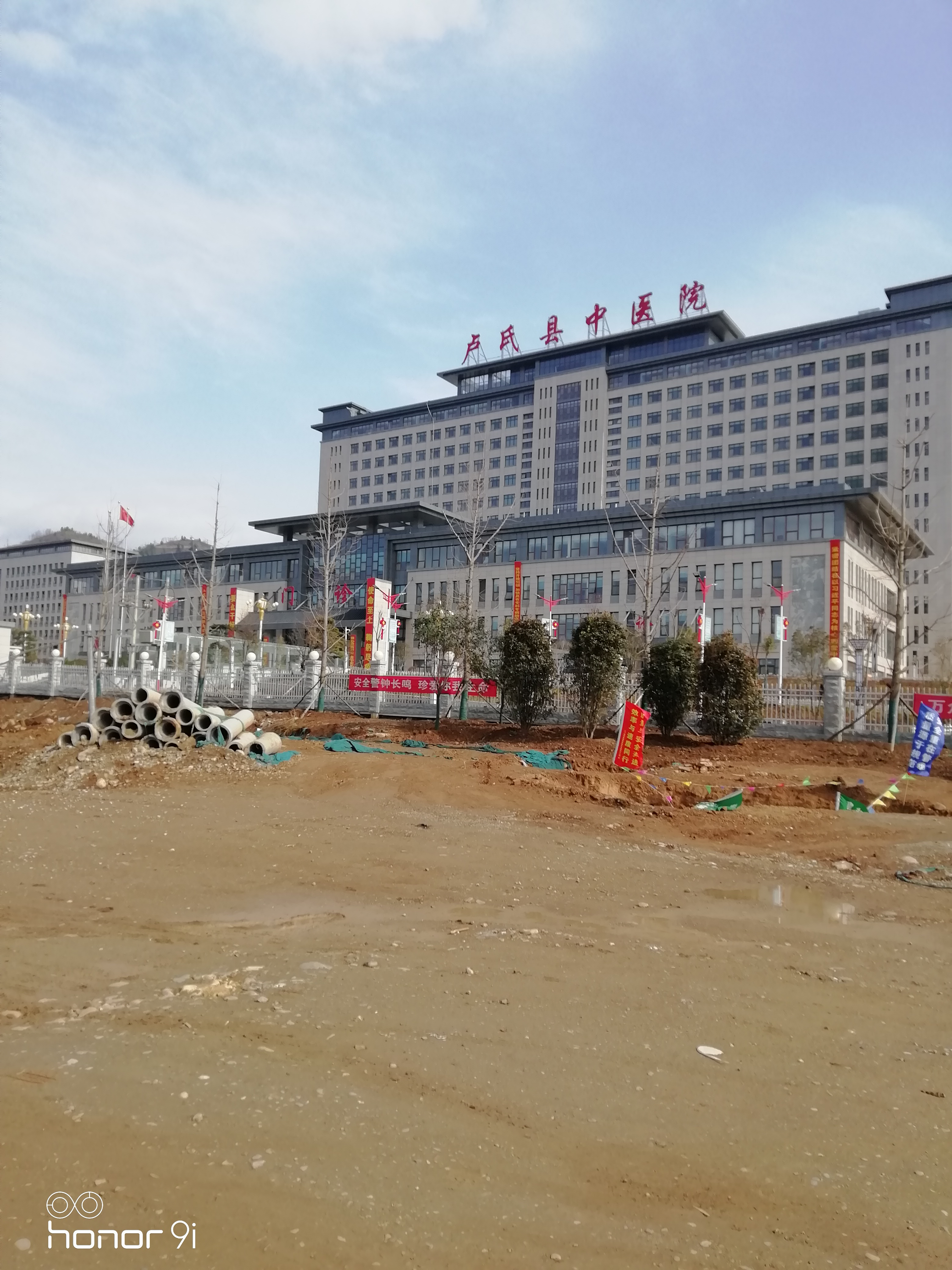
王清华时期建设的卢氏县中医院新址，新址在照村旁边

## 后续
为了确保卢氏县能够在2020年顺利脱贫，政府投资20亿元人民币，开始实施大规模扶贫搬迁工程，主要针对的是境内偏远的村落。卢氏县脱贫工作完成后不久，河南省把卢氏县列为全省乡村振兴重点帮扶县，卢氏县随即开展乡村振兴工作。截止到2021年2月份，卢氏县已经对8727户31353人进行了扶贫搬迁，建造了55个搬迁安置点。卢氏县横涧乡营子村的兴贤里社区是河南省最大的易地扶贫搬迁小区。